# 姉崎公園サッカー場
姉崎公園サッカー場（あねさきこうえんサッカーじょう）は千葉県市原市の市営姉崎公園の敷地内にあるサッカーグラウンドである。通称はフットパーク姉崎（もしくは単に姉崎）。

## 概要
整備当初は市民・地域大会レベルで使用されてきた。また、平成17年度全国高等学校総合体育大会（2005千葉きらめき総体）のサッカー競技会場として使用された。
ジェフユナイテッド市原・千葉は、1999年まで浦安市の古河電気工業所有の舞浜グラウンドを練習場として使用していたが、2000年にジェフのメイン練習場として使用できるように全面的に改修・整備することになった。
2009年10月に千葉市にユナイテッドパークが整備され、ジェフの練習場も同地へ移転した。現在は下部組織を含めて、姉崎公園サッカー場は利用していない。しかし現在においても国道16号沿いに設置されたコンクリート壁にはジェフカラーの黄・緑・赤のラインやマスコットの「ジェフィとユニティ」のイラストが残されている。

## スペック
- 天然芝コート2面
  - 照明設備4機
- 人工芝コート1面
  - 照明設備4機
- クラブハウス

## アクセス
- JR東日本内房線・姉ケ崎駅から徒歩15分

## 周辺施設
- 姉崎郵便局
- イトーヨーカドー姉崎店（※2025年2月閉店）
- 出光興産千葉製油所、出光会館